# Соторипа (Ђенова)
Соторипа је насеље у Италији у округу Ђенова, региону Лигурија.
Према процени из 2011. у насељу је живело 2 становника. Насеље се налази на надморској висини од 1040 м.